# BGM-71 토우
BGM-71 TOW(영어: Tube launched-Optically tracked-Wire/Wireless guided, 광학추적형 유선 및 무선 유도식 발사관 미사일)는 미국의 대전차 미사일이다. 미군의 MGM-21과 MGM-32를 대체하기 위해 개발된 대전차 미사일이다.

## 역사
1963년에서 1968년 사이에, 휴즈 항공에서 XBGM-71A 라는 제식번호로 개발되었다. 지상발사형과 헬리콥터 발사형 두가지로 개발되었다. 1968년에 대규모 생산 계약을 하여 1970년부터 미국 육군에 실전 배치되어 M40 106mm 무반동총, MGM-32 ENTAC 미사일, 헬기 탑재 대전차 무기인 AGM-22B를 대체하였다. 1972년에 UH-1에 장착되는 형식으로, 남베트남에 실전 배치되기도 하였다.
향상된 버전이 1978년 등장했고, 토우2가 1983년, TOW 2A/B가 1987년에 개발되었으며 현재에도 계속 업그레이드 되고 있다.
2002년 3세대 자동인 파이어 앤 포겟 버전의 TOW-FF (TOW-Fire and Forget)의 개발이 취소되었다. 그래서 토우 미사일은 2세대 반자동 대전차유도탄으로 남게 되었다. 반자동이므로 목표물에 명중할 때까지 반드시 사수가 조준경으로 조준을 해주어야만 한다.
2003년 7월 22일, 미군은 이라크에서 우다이 후세인과 쿠사이 후세인을 사살하는데 다수의 토우 미사일을 사용했다.

## 파생형

### 정식 파생형
| 제식번호         | 설명                                                                   |
| ---------------- | ---------------------------------------------------------------------- |
| XBGM-71A/BGM-71A | 최초로 개발된 토우 미사일.                                             |
| BGM-71B          | BGM-71A의 파생형; 사거리 향상                                          |
| BGM-71C          | BGM-71B의 파생형; ITOW(Improved TOW), 성형작약탄두 개선                |
| BGM-71D          | BGM-71C의 파생형; TOW 2, 유도방식, 모터의 향상, 탄두가 커짐.           |
| BGM-71E          | BGM-71D의 파생형; TOW 2A, 반응형 장갑을 파괴하기 위해 텐덤 탄두를 장착 |
| BGM-71F          | BGM-71D의 파생형; TOW 2B, 폭발성형관통자(EFP) 사용, 탑 어택 가능       |
| BGM-71G          | BGM-71F의 파생형; 새로운 철갑탄두 적용; 생산되지 않았다.               |
| BGM-71H          | BGM-71E의 파생형; 요새화된 구조물을 파괴하기 위한 “벙커 버스터”이다.   |

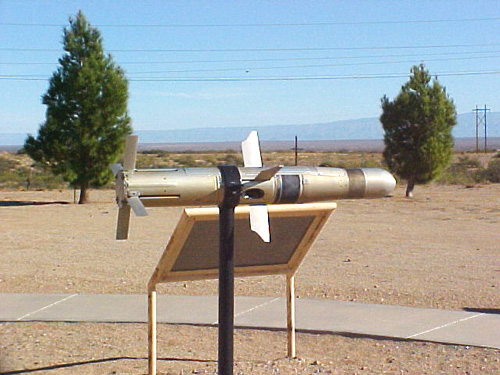
TOW 미사일

휴즈사는 1989년에 TOW 2N라고 부르는 무선 방식의 토우 미사일을 개발했지만 미군은 채택하지 않았다. 그 후 레이시온이 최근에 토우 사업을 휴즈사로부터 인수해 토우 라인을 계속 유지, 업그레이드했다. 그러나 레이시온의 FOTT(Follow-On To TOW) 프로그램과 TOW-FF(TOW-Fire and Forget) 프로그램은 예산상의 문제로 각각 1998년에 취소, 2001년 11월 30일에 조기 종료되었다.
2001년과 2002년에, 레이시온과 미 육군은 사거리를 늘린 TOW 2B 파생형을 함께 연구했다. 이 파생형은 TOW 2B (ER)라는 이름이 붙여졌지만 지금은 TOW 2B Aero라고 부른다. 이 파생형은 2004년까지 생산되었지만 미 육군은 아직 제식번호를 할당하지 않고 있다. 기존의 토우 미사일을 약간만 개조하였으며, 긴 케이블을 장착했다. 사거리는 4500 m이다. 유선유도가 아닌 무선유도를 하는 TOW 2B Aero RF도 개발되었다. 2006년 10월 미군에 인도되었다. 무선장치가 추가된 점을 제외하고는, 기존 발사대와 호환된다. 일부에서는 파키스탄을 위해 TOW 2B Aero RF가 생산되었다고도 한다.
아직까지 토우 미사일은 파이어 앤 포겟(Fire and Forget)형이 아니므로 대부분의 2세대 유선유도식 미사일과 같이 SACLOS(Semi-Automatic Command Line of Sight) 유도방식을 사용한다. 즉 미사일이 직접 플랫폼과 유선으로 연결되어 목표물에 명중할 때까지 사수가 조준을 해줘야 한다는 의미이다. 이 방식은 미사일이 목표에 명중할 때까지 사수의 움직임을 제한하므로 파이어 앤 포겟이 가능한 다른 미사일을 개발하게끔 하는 가장 큰 요인이 되고 있다.

### 비공식 파생형
- 이란은 역공학으로 Toophan 미사일이라는 제식명칭이 붙은 토우와 같은 미사일을 생산하고 있다.

### 그리핀
무게 20 kg인 유선유도, 사거리 3.75 km인 토우는 현재 레이시온이 생산하는데, 레이시온은 무게 20 kg인 레이저유도, 사거리 8 km인 그리핀 미사일을 개발했다.

## 제원
| 제식번호         | 길이                                                  | 중량    | 탄두          | 관통력                   |
| ---------------- | ----------------------------------------------------- | ------- | ------------- | ------------------------ |
| XBGM-71A BGM-71A | 1.16 m                                                | 18.9 kg | 3.9 kg HEAT탄 | 430 mm                   |
| BGM-71B          | 1.16 m                                                | 18.9 kg | 3.9 kg HEAT탄 | 430 mm                   |
| BGM-71C          | 1.17 m (탐침이 접혔을 때) 1.41 m (탐침이 펼쳐졌을 때) | 19.1 kg | 3.9 kg HEAT탄 | 630 mm                   |
| BGM-71D          | 1.17 m (탐침이 접혔을 때) 1.51 m (탐침이 펼쳐졌을 때) | 21.5 kg | 5.9 kg HEAT탄 | 900 mm                   |
| BGM-71E          | 1.17 m (탐침이 접혔을 때) 1.51 m (탐침이 펼쳐졌을 때) | 22.6 kg | 5.9 kg HEAT탄 | 900 mm (반응장갑 부착시) |
| BGM-71F          | 1.168 m                                               | 22.6 kg |               |                          |
| BGM-71G          |                                                       |         |               |                          |
| BGM-71H          |                                                       |         |               |                          |

## 발사 플랫폼

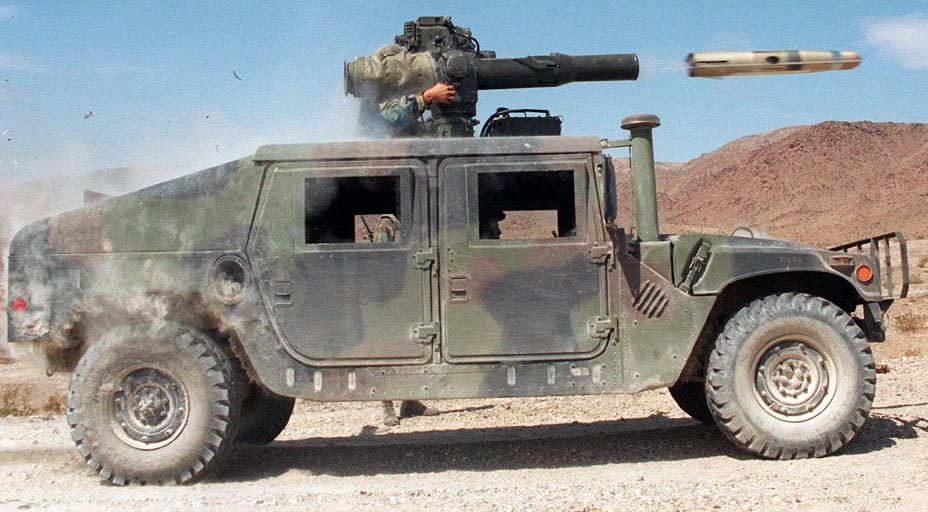
HMMWV

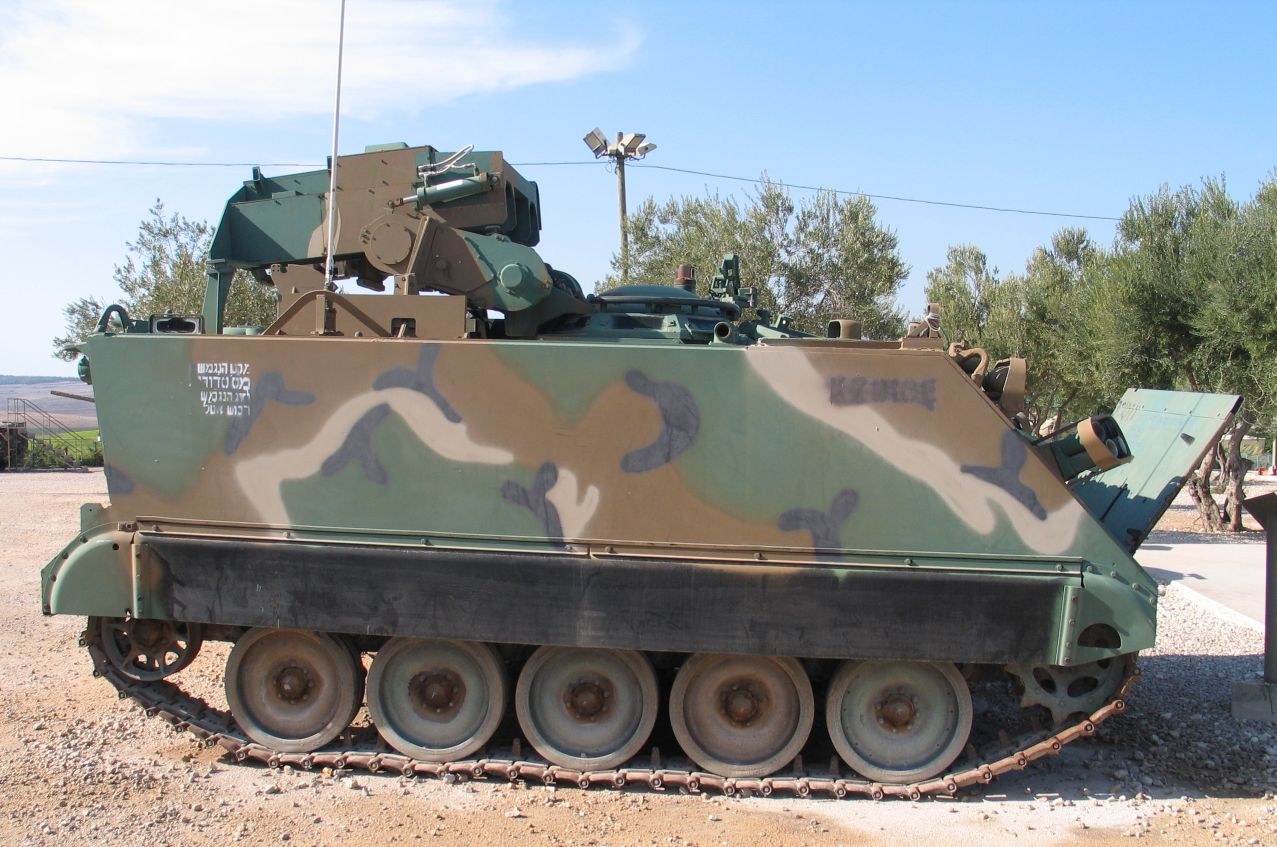
M901 ITV

제식명의 BGM은 다양한 발사 환경(B), 대지상 공격형(G) 유도 미사일(M)을 의미한다.
발사 플랫폼은 다음과 같다:
- M220 발사대
- M151: 지프 차량
- M113 APC
- M966 HMMWV
- M1045 HMMWV - M966을 대체
- M2/M3 브래들리 IFV/CFV
- M1134 스트라이커 ATGM carrier
- M901 ITV (Improved TOW Vehicle)
- M65 시스템: 벨 AH-1 코브라
- XM26 시스템: UH-1

## 사용국가
| - 알바니아 - 아르헨티나 - 바레인 - 보츠와나 - 캐나다 - 칠레 - 차드 - 콜롬비아 - 덴마크 - 이집트 - 에티오피아 - 핀란드 - 독일 - 그리스 - 헝가리 - 이란 | - 이스라엘 - 이탈리아 - 일본 - 요르단 - 케냐 - 쿠웨이트 - 리투아니아 - 레바논 - 룩셈부르크 - 모로코 - 네덜란드 - 노르웨이 - 오만 - 파키스탄 - 포르투갈 - 사우디아라비아 | - 소말리아 - 대한민국 - 스페인 - 스웨덴 - 에스와티니 - 스위스 - 중화민국 - 태국 - 튀니지 - 튀르키예 - 아랍에미리트 - 영국 - 링크스 헬기에서만 사용 - 미국 - 베트남 - 예멘 |

## 참고
- The TOW Family
- TOW Improved Target Acquisition System (ITAS)

1. ↑  BBC NEWS | Middle East | Chronology: How the Mosul raid unfolded
2. ↑  TOW FIRE AND FORGET (TOW-F&F) - FY01 Activity
3. ↑  “보관된 사본”. 2007년 5월 15일에 원본 문서에서 보존된 문서. 2007년 6월 28일에 확인함.

## 같이 보기
- M72 LAW
- JAGM - Joint Air-to-Ground Missile (합동 공대지 미사일)은 BGM-71 토우, AGM-114 헬파이어, AGM-65 메버릭을 교체하는 신형 대전차 미사일 개발계획이다.
- 스파이크 대전차미사일 - 이스라엘산. 파이어 앤 포겟이 된다.
- 그리핀 미사일 - 레이시온, 토우와 같은 무게 20 kg, 사거리 8 km, 레이저 유도